# Brunello di Montalcino

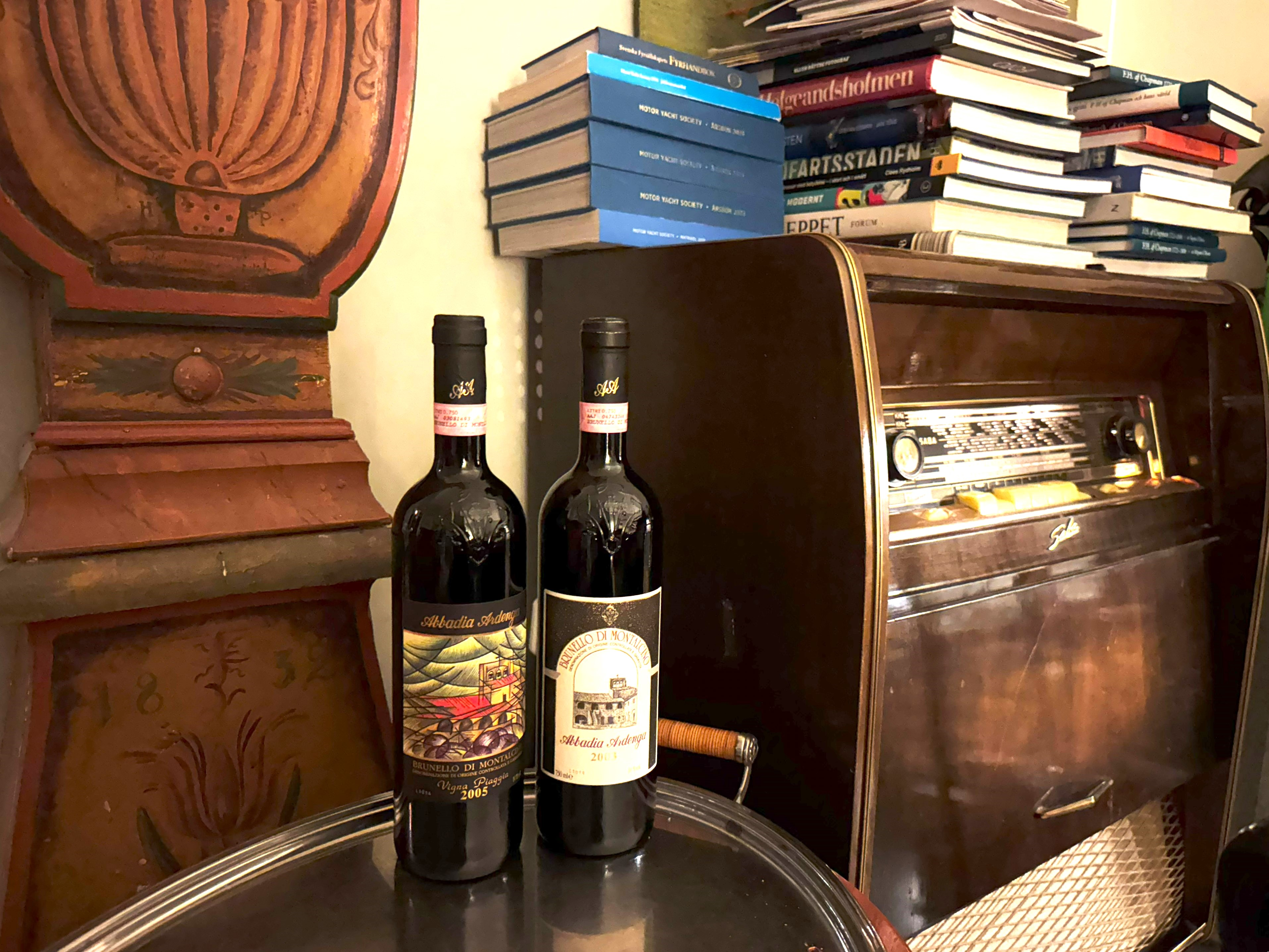
Brunello di Montalcino

Brunello di Montalcino är ett rött vin som produceras i Toscana, Italien. Brunello är en lokal klon av druvan Sangiovese som fått sitt namn av en lite brunaktig ton som är speciellt för just denna klon. Brunello kommer från Montalcino som är en by som ligger högst upp på en kulle i södra Toscana. 
Brunello di Montalcino är klassat i den högsta kvalitetsklassen för viner i Italien, DOCG. I Montalcino produceras även Rosso di Montalcino som är ett något enklare rött vin klassat som DOC. Brunello-vinerna är kraftiga, smakrika och tål ofta att lagras. De passar att dricka till ganska kraftiga maträtter, gärna av nötkött. Feta eller salta tillbehör, så som en potatisgratäng, mildrar den kraftiga strävheten som finns framför allt i unga viner från Brunello di Montalcino. 
Kända producenter är bland andra Cupano, Casanova di Neri, Il Poggione, La Campana, Biondi-Santi, Poggio Antico, Talenti, Altesino, Costanti, Poggio di Sotto, Fornace, Solaria.